# Arm Wrestling
Arm Wrestling es un videojuego de arcade perteneciente al género de deportes, lanzado en el año 1985 desarrollado por la empresa Nintendo y lanzado solo en América del Norte, es un spin-off en la serie de videojuegos de Punch-Out!!. Desarrollado y creado por el mismo equipo de desarrollo que hizo la serie original de Punch-Out!, Arm Wrestling presenta muchas de las mismas características es estos videojuegos, como un sistema de doble monitor y extraños oponentes de computadora. Fue el último videojuego de arcade que Nintendo desarrolló y lanzó de forma independiente antes de pasar a ser desarrolladores de videojuegos para terceros. El presentador del videojuego de arcade usa algunas muestras de voz de Han (Shih Kien) de la película de 1973 Operación Dragón, así como de las originales.
Un puerto no autorizado bajo el título Arm Wrestle fue lanzado para el ZX Spectrum en el año 1987.

## Modo de Juego

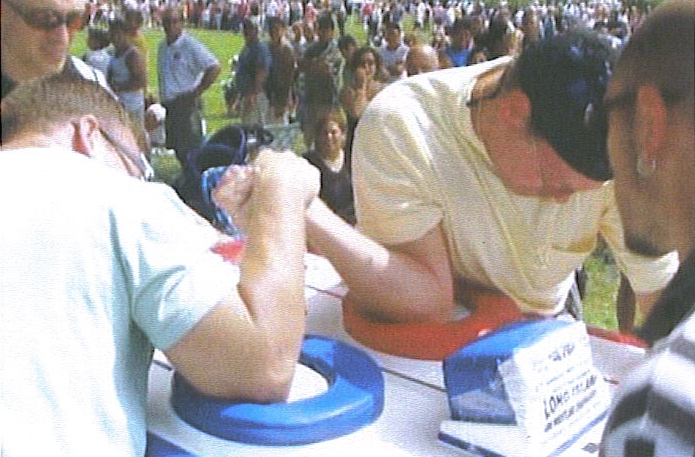
El deporte de fuerza central del juego son las Pulseadas también llamadas Vencidas.

El objetivo del juego es convertirse en el campeón Mundial de Pulseadas al derrotar a tantos oponentes en la lucha libre como sea posible. Para lograr este título, el jugador debe competir contra cinco oponentes informáticos diferentes y marcarlos en una partida cronometrada. Los oponentes son:
Una partida comienza cuando el jugador toca la izquierda en la Palanca de mando. Durante el enfrentamiento, el jugador debe atacar al personaje de la computadora presionando la Palanca de mando hacia la derecha y tocando el botón para aumentar el poder del ataque. El juego presagia un contraataque cuando el personaje de la computadora hace una cara extraña. Para ganar un partido, el jugador debe mover la Palanca de mando hacia adelante y hacia atrás y "sorprender" al jugador de la computadora antes de que tenga la oportunidad de contraatacar. Después de derrotar a Kabuki y Frank Jr., el jugador puede ganar puntos de bonificación atrapando un saco de dinero arrojado desde arriba, tirando de la Palanca de mando en el momento adecuado a medida que cae. Una vez que Frank Jr. es derrotado, el juego comienza de nuevo con una mayor dificultad.

### Personajes

#### Texas Mac
Un tejano estereotipado con un sombrero de vaquero. Él es el primer oponente y el más fácil de derrotar. El juego en sí proporciona instrucciones en este primer juego, que muestra exactamente cómo derrotarlo. El jugador también tiene la oportunidad de jugar nuevamente si pierde la primera vez. Cuando Texas Mac es derrotado, su sombrero se escapa revelando su calva.

#### Kabuki
Un luchador de sumo japonés y su nombre se refiere al arte Kabuki, un drama japonés de danza clásica. Kabuki se parece increíblemente a E. Honda de Street Fighter mientras se anticipa a este personaje en 6 años. Cuando levanta su mano izquierda, intentará poner todo su peso sobre su brazo, si lo hace muchas veces, ganará.

#### Máscara X
Un alter ego de Bald Bull de la serie Punch-Out!! La única forma de vencerlo es quitándole la máscara. La recompensa por derrotarlo es 50 000 puntos. Aunque está en contra de las reglas de las pulseadas, Bald Bull usará una versión de su "Bull Charge" contra el jugador, lo que lo obliga a inclinarse hacia atrás y a tientas por una cabeza, dándole la oportunidad de retirar la máscara mientras él está aturdido después del ataque.

#### Alice & Ape III
Un mono robot controlado por una niña a través de un control remoto. Little Alice es "la buena amiga" del robot Ape III, que lo controla mientras el primate mecánico forcejea con el jugador. Cuando está en peligro de perder, Alice engaña agarrando un imán del campo para retirar el brazo de metal de su robot del otro lado y bloquear al jugador. El jugador, sin embargo, puede tomar el imán y usarlo para quitar el brazo del Mono III para ganar.

#### Frank Jr.
Un tributo al monstruo de Frankenstein, popularizado en la película de los años 30. El jugador no puede pelear con él cuando la palabra "¡ESPERA!" (¡Atention!) aparece en la mano de Frank. Tiene que mirarlo a los ojos cuando lo hace: si mueve los ojos hacia la izquierda (o hacia la derecha), intentará bajar el brazo. Si no lo hace, usará un ataque con un aliento de fuego en el jugador, que, si no se evita, causa una pérdida instantánea.

## Conversiones
Ninguna conversión de este juego se lanzó oficialmente, pero sí existe un puerto no oficial llamado Arm Wrestle para la consola ZX Spectrum publicado en el año 1987.